# Favorite Hawaiian Songs
《Favorite Hawaiian Songs》는 빙 크로스비가 하와이의 음악을 테마이자 장르로 선정해 1940년 발매한 컴필레이션 음반이다. 이는 《Music of Hawaii》 (1939)를 잇는 두 번째 하와이 관련 음반이며, 이전에 크로스비가 불러 히트한 "Blue Hawaii"나 "Sweet Leilani"가 수록되어 있다.

## 발매 역사
크로스비는 하와이 관련 노래를 4곡 더 녹음하였고, 딕 매킨타이어의 하모니 하와이안은 이 음반이 발매된 후 2곡을 더 녹음했으며, 데카는 넘버 3797이 부여된 "Paradise Isle"과 "Aloha Kuu Ipo Aloha"를 수록하지 않았다. 그래서 이 음반은 사용되지 않은 8곡과 함께 12곡으로 구성되어 있다. 이후 동명의 음반이 Volume One과 Volume Two로 나뉘어 발매하게 된다.

## 트랙리스트
이 음반은 데카 레코드에서 카탈로그 넘버 140을 부여받았다.
| 제목                             | 작사 작곡                               | 녹음일          | 함께한 아티스트                             | 길이 |
| 디스크 1 (886):                  |                                         |                 |                                             |      |
| A. "Hawaiian Paradise"           | 해리 오언스                             | 1936년 8월 8일  | 딕 매킨타이어와 하모니 하와이안             | 2:41 |
| B. "South Sea Island Magic"      | 앤디로나 롱, 리즐 토머린                | 1936년 8월 8일  | 딕 매킨타이어와 하모니 하와이안             | 3:01 |
| 디스크 2 (1175):                 |                                         |                 |                                             |      |
| A. "Sweet Leilani"               | 해리 오언스                             | 1937년 2월 22일 | 라니 매킨타이어와 하와이안                  | 2:40 |
| B. "Blue Hawaii"                 | 리오 로빈, 랄프 레인저                  | 1937년 2월 22일 | 라니 매킨타이어와 하와이안                  | 3:07 |
| 디스크 3 (1616):                 |                                         |                 |                                             |      |
| A. "Dancing Under the Stars"     | 해리 오언스                             | 1937년 9월 11일 | 라니 매킨타이어와 하와이안                  | 2:37 |
| B. "Palace in Paradise"          | 해리 오언스                             | 1937년 9월 11일 | 라니 매킨타이어와 하와이안                  | 3:04 |
| 디스크 4 (2775):                 |                                         |                 |                                             |      |
| A. "My Isle of Golden Dreams"    | 거스 칸, 월터 블로퍼스                  | 1939년 6월 13일 | 딕 매킨타이어와 하모니 하와이안             | 2:58 |
| B. "To You Sweetheart Aloha"     | 해리 오언스                             | 1939년 6월 13일 | 딕 매킨타이어와 하모니 하와이안             | 2:54 |
| 디스크 5 (1518):                 |                                         |                 |                                             |      |
| A. "When You Dream About Hawaii" | 버트 칼머, 해리 루비, 시드 실버스       | 1937년 9월 11일 | 라니 매킨타이어와 하와이안                  | 3:02 |
| B. "Sail Along, Silv'ry Moon"    | 해리 토미아스, 퍼시 웬리치              | 1937년 9월 11일 | 라니 매킨타이어와 하와이안                  | 2:45 |
| 디스크 6 (1845):                 |                                         |                 |                                             |      |
| A. "Sweet Hawaiian Chimes"       | 라니 매킨타이어, 조지 맥코넬, 딕 샌퍼드 | 1938년 4월 13일 | 해리 오언스와 로열 하와이안 호텔 오케스트라 | 2:55 |
| B. "Little Angel"                | 해리 오언스                             | 1938년 4월 13일 | 해리 오언스와 로열 하와이안 호텔 오케스트라 | 3:11 |